# Хатра
Хатра (арап. الحضر‎, al-Ḥaḍr) је древни град у гувернату Нинива, у ирачком делу области Ал Џазира (древна персијска област Хварваран), 290 km северозападно од Багдада и 110 km југозападно од Мосула.
Град је најпознатији по монументалним рушевинама првог арапског краљевства које је настало под партским утицајем у 2. веку које су уписане на UNESCO-в списак места Светске баштине у Азији и Аустралазији 1985. године. Оне су послужиле као сценографија на почетку филма Истеривач ђавола.

## Историја
Хатру су основала древна арапска племена отприлике у 3. веку пре нове ере. За време Партског царства је постала важан верски и трговачки центар, а свој врхунац је доживела у 2. и 1. веку пре нове ере. Касније је постала главни град једног од првих арапских краљевства у исторји тј. један у низу арапских градова-држава који су се простирали од хатрае на североистоку преко Палмире и Балбека до Петре на југозападу. Област којом се владало из Хатре је била позната као Краљевство Араба, те је представљало полу-аутономну тампонску државу на западним рубовима Партског царства којом су владали арапски принчеви.
Хатра је временом постала тврђава која је играла значајну улогу у партским ратовима против Римског царства. Опседао ју је римски цар Трајан од 116. до 117. године. Хатра је 156. године доживела врхунац за време владара Насра, који је био и отац следећа два арапска владара Хатре, Лајаша и Санатрука, који су довршили најзнаменитије храмове у граду. Владар Хатре, Абдасамија, је 192. године подупирао римског цара-узурпатора Песценија Нигера против Септимија Севера, на шта је овај узвратио још једном опсадом Хатре (198./199.).
Хатра је 230их склопила савез с Римским царством, јер се на неким натписима наводи владар, римски цар Гордијан III. Године 238, Хатра се успјешно одупрла Ардашировим снагама обновљеног Персијског царства под Сасанидима у бици код Шахразура, али ју је 241. године коначно заузео сасанидски владар Шапур I који ју је потпуно уништио. Према предању, Хатра је пала због Надире, кћери краља Араба, која је град издала Шапуру. По истој причи је Шапур убио краља и оженио Надиру, али је на крају убио и њу.
Хотел Ал Хадр, који се налази само километар од рушевина Хатре, је послужио као стожер за постројење 101. АБН америчке војске током рата у Ираку. Данас је Хатра углавном неистражена и у лошем је стању, те су неки делови запечачени како би се спречило пљачкање локалитета. Недавно су италијански археолози наставили истраживање које спроводе од 1987. године.

## Одлике
Хатра је данас позната као најбоље сачувани, односно најрепрезентативнији, партски град. Окружена је спољним и унутрашњим зидинама које су дугачке скоро 6,4 км, а на којима је било 160 кула. У средишту града налази се квадратични теменос (верско средиште) промера скоро 2 км (1,2 хектара), окружено каменим зидином с торњевима и колонадом уз зидове где су се налазиле трговине. На њему доминира Велики храм који има бројне просторије и стубове који су некада били високи 30 метара.
Град је био познат по спајању старогрчких, месопотамских, сиријских и арапских божанстава, па је храм на арамејском познат као Beiṯ Ĕlāhā ("Божја кућа"). У граду су били храмови Нергала (вавилонско и акадско божанство), Хермеса (грчко божанство), Атаргатиса (Кананска митологија), Аллата и Шамијаха (арапско божанство), те Шамаша (месопотамски бог сунца).
Остала божанства на хатранским арамејским натписима су арамејски Ба'ал Шаман, и богиња позната као Ашурбел, за коју се верује да је спој божанстава Ашура и Бела који су изворно били мушкарци.

## Хатра у модерном добу
Хатру је први пут истраживао немачки археолог Валтер Андре, чији тим је радио на ископавању Ашура у периоду 1906-1911 године. Систематска ископавања су почела 1951. године од стране ирачких Археолога. Од 1980 Италијанска археолошка експедиција, предвођена Рикардом Венком (Универзитет у Торину) је забележила највећа открића у Хатри. Ископавања су била усмерена на кућу (Зграда А) лоцирану близу Теменоса, као и на центарлну област око Теменоса.

### Рестаурација за време Садама Хусеина
Садам Хусеин је видео историјске области Месопотамије као прилику да велича себе, те је инсистирао на обнављању Хатре, али и осталих области у Ниневи, Нимруду, Ашур и Бабилон, као симбол Арапских достигнућа. Садамова влаа је потрошила више од 80 милона америчких долара на прву фазу рестаурације Вавилона. Садам је захтевао да све нове цигле које се користе током рестаурације имају изгравирано његово име (као што је то радио Набухаднезар Други), па један део рехабилитованог Хатранског храма има Садамово име.

### Уништавање од стране Исламске Државе
Акције Исламске Државе (ИД) која је окупирала област средином 2014. године, су биле највећа опасност за Хатру. Почетком 2015. ИД је објавила своје намере да уништи већину артефаката, тврдећи да те „урезане слике“ нису у складуса Исламом, да подстичу Ширк (политеизам) и да не може бити дозвољено њихово даље постојање, упркос чињеници да је ово налазиште сачувано последњих 1400 година од стране разних Исламских владара. Исламска Држава se заветовала да ће уништити преостале артефакте. Врло брзо ИД је објавила видео на ком се види уништавање неких делова Хатре. После уништавања Нимруда булдожером 5/3/2015 Абдулрахмани Хамдани, ирачки археолог са Стони Брук Универзитета је рекао да је „Хатра наравно следећа“. 7/3/2015 Ирачки и Курдски званичници су објавили да је Исламска Држава отпочела уништавање Хатре. Видео који је ИД објавила следећег месеца је приказао уништавање споменика.
УНЕСКО и ИСЕСКО су издали заједничко саопштење овим поводом, које каже „...Последњим актом варваризма против Хатре (Исламска Држава) показује презир према историји и наслеђу Арапског народа“.
Про Ирачке снаге су ослобдиле Хатру 26. априла 2017. године. Лаила Салих, директорка одељења за антиквитете Ниниве, изјавила је да је већина зграда нетакнута и да се уништење не може поредити са другим археолошким налазиштима у Ираку.